# Ken Venturi
Kenneth Venturi (San Francisco, 15 de mayo de 1931 - Rancho Mirage, 17 de mayo de 2013) fue un golfista profesional estadounidense y locutor de ese mismo deporte. 
Ganó 14 eventos del PGA Tour, incluyendo un major, el U.S. Open de 1964. En el año 2013, ingresó en el Salón de la Fama del Golf Mundial.
Venturi falleció el 17 de mayo de 2013, dos días después de que cumpliese 82 años. La causa de su fallecimiento fue el deterioro que había sufrido durante varios años.

## Palmarés

### Amateur
- 1951: California State Amateur Championship
- 1956: California State Amateur Championship

### Profesional

#### PGA Tour
- 1957: (2) St. Paul Open Invitational, Milwaukee Open Invitational
- 1958: (4) Thunderbird Invitational, Abierto de Phoenix, Baton Rouge Open Invitational, Gleneagles-Chicago Open Invitational
- 1959: (2) Abierto de Los Ángeles, Gleneagles-Chicago Open Invitational
- 1960: (2) AT&T Pebble Beach National Pro-Am, Milwaukee Open Invitational
- 1964: (3) Abierto de los Estados Unidos, Travelers Championship, American Golf Classic
- 1966: (1) Lucky International Open

#### Otros
- 1959: Almaden Open